# Vaccin contre la rubéole
Le vaccin contre la rubéole est un vaccin destiné à prévenir la rubéole, une maladie causée par un virus, le virus de la rubéole. L'efficacité du vaccin est importante et ses effets secondaires sont le plus souvent sans gravité. Il fait partie des vaccins recommandés chez le nourrisson.

## Rappels
La rubéole est une maladie des voies aériennes due au virus de la rubéole et dont la gravité tient à la contamination fœtale chez la femme infectée au cours de la grossesse, à l'origine de graves malformations pouvant toucher le système nerveux central, les yeux, les oreilles ou l'appareil cardiovasculaire.

## Caractéristiques
Le vaccin contre la rubéole est un vaccin vivant atténué.
Les premiers vaccins homologués l'ont été aux États-Unis en 1969 et 1970, à partir de souches vaccinales cultivées sur cellules embryonnaires de canard (souche HPV 77). Peu après un vaccin européen a été mis au point à partir de souches vaccinales cultivées sur cellules embryonnaires humaines (fibroblastes diploïdes), ou souche Wistar RA 27/3. La supériorité de cette dernière a conduit les États-Unis à adopter cette souche en 1979. C'est la plus utilisée dans le monde, à l'exception du Japon, qui utilise d'autres souches vaccinales cultivées sur cellules embryonnaires de caille ou rénales de lapin.
Outre la souche vaccinale RA 27/3, le vaccin contient des stabilisants, de l'albumine humaine (0,4 %), et des traces d'antibiotique (25 à 50 μg / mL, néomycine le plus souvent). Comme pour tous les vaccins vivants, il n'y a pas de conservateurs, ni d'adjuvants.
En 2008, le vaccin contre la rubéole, basé sur RA 27/3, est principalement fabriqué aux États-Unis (Merck), en Belgique (Glaxo-Smith-Kline), en France (Sanofi-Pasteur), en Suisse (Crucell), en Italie (Novartis), en Inde (Serum Institute). 
En France, il existe sous forme isolée mais également sous forme combinée aux vaccins contre les oreillons et la rougeole (vaccin ROR). L'administration peut être faite par voie intramusculaire ou sous-cutanée.

## Recommandations
En France, la vaccination recommandée des nourrissons se compose de 2 injections aux âges de 12 et 16 à 18 mois.

## Efficacité
Le taux de séroconversion est proche de 100 %, et le taux de protection réelle est évalué à 95 %. La durée de protection semble être supérieure à 10 ou 20 ans.

## Tolérance
Les effets indésirables du vaccin contre la rubéole sont essentiellement constatés chez l'adulte : fébricule, exanthème, adénopathie ou arthralgies. Des cas de purpura thrombopénique ont été signalés.
Le vaccin est contre-indiqué en cas d'allergie à un des constituants (néomycine par exemple), et en cas de déficit immunitaire touchant l'immunité cellulaire (comme le sida par exemple).